# 윌리엄 스틸
윌리엄 스틸(William Steele, 1888년 3월 28일 ~ 1966년 2월 13일)은 미국의 배우, 영화배우이다.
샌안토니오에서 태어났으며 로스앤젤레스에서 사망하였다.

## 영화
- 투 가이스 프럼 텍사스 (1948년)
- 서부의 사나이 (1940년)
- 마리 앙투아네트 (1938년)
- 썬더 라이더스 (1928년)
- 샤이엔의 친구 (1917년)
- 벅킹 브로드웨이 (1917년)
- 영혼의 목자 (1917년)